# 2017년 아시아 야구 선수권 대회
2017년 아시아 야구 선수권 대회(영어: 2017 Asian Baseball Championship), 중국어 정체: 2017年第二十八屆亞洲棒球錦標賽)는 28번째 아시아 야구 선수권 대회로 2017년 10월 2일부터 10월 8일까지 중화민국의 신베이시와 타이베이시에서 열린 국제 야구 대회이다. 상위 3개팀은 2018년 U-23 야구 월드컵 출전 자격이 주어진다. 대회 직전 중국팀의 급작스런 불참으로 1라운드 A조 3위와 B조 2위 플레이오프 승리팀이 B조 2위 자격으로 4강 슈퍼라운드에 진출하는 방식이 도입되었다.

## 참가국
- 중화 타이베이 - 개최국. 제27회 아시아 야구 선수권 대회 준우승
- 대한민국[1] - 제27회 아시아 야구 선수권 대회 우승
- 일본 - 제27회 아시아 야구 선수권 대회 3위
- 중화인민공화국 - 제27회 아시아 야구 선수권 대회 4위 (개막 2일전 불참 통보)
- 스리랑카 - 2017년 서아시아컵 야구 대회 우승
- 파키스탄 - 2017년 서아시아컵 야구 대회 준우승
- 필리핀 - WBSC 랭킹 상위순 a
- 홍콩 - WBSC 랭킹 상위순 a

Notes
^a  2017년 동아시안컵 야구대회가 개최되지 않은 관계로 2017년 WBSC 야구 랭킹 기준에 의해 상위 순위별로 홍콩과 필리핀이 본선 출전팀으로 결정 되었다.

## 개최 도시 및 경기장
중화민국 타이베이와 신베이에 각각 소재한 경기장 두 곳에서 경기를 개최한다.
| 신베이             | 타이베이           |
| ------------------ | ------------------ |
| 신좡 야구장        | 톈무 야구장        |
| 수용인원: 12,500명 | 수용인원: 10,500명 |
|                    |                    |

## 조별 예선
|  | 슈퍼라운드 진출 |
|  | 플레이오프 진출 |

조별 예선은 라운드 로빈 방식으로 진행한다. 즉 각 팀이 같은 조에 있는 다른 팀과 한 번씩 경기를 치르게 된다.

### A조
| 팀            | 승 | 패 | 승률  | 게임차 | 득점 | 실점 | 승자승 |
| ------------- | -- | -- | ----- | ------ | ---- | ---- | ------ |
| 중화 타이베이 | 3  | 0  | 1.000 | —      | 28   | 4    |        |
| 대한민국      | 2  | 1  | .667  | 1      | 38   | 6    |        |
| 필리핀        | 1  | 2  | .333  | 2      | 13   | 35   |        |
| 스리랑카      | 0  | 3  | .000  | 3      | 5    | 39   |        |

| 2017년 10월 2일 09:30 NST (UTC+8) | 스리랑카 | 0 – 18 (F/5) | 대한민국 | 톈무 야구장 |
| 2017년 10월 2일 09:30 NST (UTC+8) | 리포트   |              |          | 톈무 야구장 |

| 2017년 10월 2일 18:30 NST (UTC+8) | 필리핀 | 2 – 12 (F/7) | 중화 타이베이 | 신좡 야구장 |
| 2017년 10월 2일 18:30 NST (UTC+8) | 리포트 |              |               | 신좡 야구장 |

| 2017년 10월 3일 18:30 NST (UTC+8) | 대한민국 | 2 – 3 (F/10) | 중화 타이베이 | 신좡 야구장 |
| 2017년 10월 3일 18:30 NST (UTC+8) | 리포트   |              |               | 신좡 야구장 |

| 2017년 10월 3일 18:30 NST (UTC+8) | 스리랑카 | 5 – 8 | 필리핀 | 톈무 야구장 |
| 2017년 10월 3일 18:30 NST (UTC+8) | 리포트   |       |        | 톈무 야구장 |

| 2017년 10월 4일 18:30 NST (UTC+8) | 중화 타이베이 | 13 – 0 (F/7) | 스리랑카 | 신좡 야구장 |
| 2017년 10월 4일 18:30 NST (UTC+8) | 리포트        |              |          | 신좡 야구장 |

| 2017년 10월 4일 18:30 NST (UTC+8) | 필리핀 | 3 – 18 (F/6) | 대한민국 | 톈무 야구장 |
| 2017년 10월 4일 18:30 NST (UTC+8) | 리포트 |              |          | 톈무 야구장 |

### B조
| 팀       | 승 | 패 | 승률  | 게임차 | 득점 | 실점 | 승자승 |
| -------- | -- | -- | ----- | ------ | ---- | ---- | ------ |
| 일본     | 2  | 0  | 1.000 | —      | 43   | 1    |        |
| 홍콩     | 1  | 1  | .500  | 1      | 4    | 31   |        |
| 파키스탄 | 0  | 2  | .000  | 2      | 2    | 17   |        |

| 2017년 10월 2일 12:00 NST (UTC+8) | 홍콩   | 0 – 30 (F/5) | 일본 | 신좡 야구장 |
| 2017년 10월 2일 12:00 NST (UTC+8) | 리포트 |              |      | 신좡 야구장 |

| 2017년 10월 3일 12:00 NST (UTC+8) | 일본   | 13 – 1 (F/7) | 파키스탄 | 신좡 야구장 |
| 2017년 10월 3일 12:00 NST (UTC+8) | 리포트 |              |          | 신좡 야구장 |

| 2017년 10월 4일 12:00 NST (UTC+8) | 파키스탄 | 1 – 4 | 홍콩 | 톈무 야구장 |
| 2017년 10월 4일 12:00 NST (UTC+8) | 리포트   |       |      | 톈무 야구장 |

### 플레이오프
| 2017년 10월 5일 14:00 NST (UTC+8) | 필리핀 | 10 – 0 (F/7) | 홍콩 | 톈무 야구장 |
| 2017년 10월 5일 14:00 NST (UTC+8) | 리포트 |              |      | 톈무 야구장 |

## 최종 라운드

### 하위 그룹
1라운드 성적을 포함한 전체 승률로 순위 결정
| 팀       | 승 | 패 | 승률 | 게임차 | 득점 | 실점 | 승자승 |   |
| -------- | -- | -- | ---- | ------ | ---- | ---- | ------ | - |
| 홍콩     | 1  | 1  | -    | -      | -    | -    | -      | - |
| 파키스탄 | 1  | 1  | -    | -      | -    | -    | -      | - |
| 스리랑카 | 1  | 1  | -    | -      | -    | -    | -      | - |

| 2017년 10월 6일 12:00 NST (UTC+8) | 스리랑카 | 2 – 10 | 파키스탄 | 톈무 야구장 |
| 2017년 10월 6일 12:00 NST (UTC+8) | 리포트   |        |          | 톈무 야구장 |

| 2017년 10월 7일 12:00 NST (UTC+8) | 스리랑카 | 2 – 0 | 홍콩 | 톈무 야구장 |
| 2017년 10월 7일 12:00 NST (UTC+8) | 리포트   |       |      | 톈무 야구장 |

### 상위 그룹
|  | 결승전 진출     |
|  | 3위 결정전 진출 |

| 팀            | 승 | 패 | 승률 | 게임차 | 득점 | 실점 | 승자승 |   |
| ------------- | -- | -- | ---- | ------ | ---- | ---- | ------ | - |
| 일본          | 2  | 0  | -    | -      | -    | -    | -      | - |
| 중화 타이베이 | 2  | 1  | -    | -      | -    | -    | -      | - |
| 대한민국      | 1  | 2  | -    | -      | -    | -    | -      | - |
| 필리핀        | 0  | 2  | -    | -      | -    | -    | -      | - |

| 2017년 10월 6일 12:00 NST (UTC+8) | 대한민국 | 0 – 3 | 일본 | 신좡 야구장 |
| 2017년 10월 6일 12:00 NST (UTC+8) | 리포트   |       |      | 신좡 야구장 |

| 2017년 10월 6일 18:30 NST (UTC+8) | 필리핀 | 0 – 14 (F/7) | 중화 타이베이 | 신좡 야구장 |
| 2017년 10월 6일 18:30 NST (UTC+8) | 리포트 |              |               | 신좡 야구장 |

| 2017년 10월 7일 12:00 NST (UTC+8) | 대한민국 | 11 – 0 (F/7) | 필리핀 | 신좡 야구장 |
| 2017년 10월 7일 12:00 NST (UTC+8) | 리포트   |              |        | 신좡 야구장 |

| 2017년 10월 7일 18:30 NST (UTC+8) | 중화 타이베이 | 0 – 10 (F/8) | 일본 | 신좡 야구장 |
| 2017년 10월 7일 18:30 NST (UTC+8) | 리포트        |              |      | 신좡 야구장 |

### 3위 결정전
| 2017년 10월 8일 12:00 NST (UTC+8) | 필리핀 | 0 – 15 | 대한민국 | 신좡 야구장 |
| 2017년 10월 8일 12:00 NST (UTC+8) | 리포트 |        |          | 신좡 야구장 |

### 결승전
| 2017년 10월 8일 18:00 NST (UTC+8) | 중화 타이베이 | 1 – 6 | 일본 | 신좡 야구장 |
| 2017년 10월 8일 18:00 NST (UTC+8) | 리포트        |       |      | 신좡 야구장 |

## 최종 순위
|  | 2018 U23 야구 월드컵 진출 |

| 순위 | 팀            |
| ---- | ------------- |
| 1    | 일본          |
| 2    | 중화 타이베이 |
| 3    | 대한민국      |
| 4    | 필리핀        |
| 5    | 홍콩          |
| 6    | 파키스탄      |
| 7    | 스리랑카      |

| 2017년 아시아 야구 선수권 대회 |
| ------------------------------ |
| 일본 19번째 우승               |